# 立石まゆみ
立石 まゆみ（たていし まゆみ、1963年6月18日 - ）は、日本の女優である。東京都出身。文学座所属。

## 出演作品

### 舞台
1986年
- 初舞台『ニコライの鐘』(文学座本公演)紀伊國屋ホール

1987年
- 『悪漢でいっぱい』(ちかまつ芝居）

1989年
- 『春のめざめ』（アトリエ）
- 『遊・遊・家族』（本公演）紀伊國屋ホール

1990年
- 『出雲の阿国』（本公演）三越劇場
- 『マクベット』ベニサンピット

1991年
- 『ふるあめりかに袖はぬらさじ』（本公演）サンシャイン劇場

1993年
- 『フエンテ・オベフーナ』（アトリエ）
- 『かわいやの』（ロマン舎）旅

1994年
- 『シンガー』（アトリエ）

1995年
- 『はつ恋』（地人会）紀伊國屋ホール
- 『てにをはエレジー』（ロマン舎）シアターアプル

2001年
- 『渥美清子の青春』(プロツーカンパニー）紀伊國屋サザンシアター
- 『リサの瞳の中に』(ドラマ熟)シアターVアカサカ

2002年
- 『大寺学校』(本公演)アトリエ

2004年
- 『眠り姫-sleeping beauty-』(本公演)全労済ホールスペース・ゼロ

### 映画
- 黒い雨

### テレビ
- 悪霊島
- 危険な花嫁
- ブルースワット
- 事件・市民の判決

### 吹き替え
- アリー my Love
- ER緊急救命室シーズンⅩ #8（ローレン）
- 恋するための3つのルール
- ナッティ・プロフェッサー2 クランプ家の面々（デニースの母）